# Politiske Maanedsbreve
Politiske Maanedsbreve var en kommunistisk tidning som gavs ut illegalt i Danmark under andra världskriget från oktober 1941 och framåt.